# Thoisy-la-Berchère
Thoisy-la-Berchère – miejscowość i gmina we Francji, w regionie Burgundia-Franche-Comté, w departamencie Côte-d’Or.
Według danych na rok 1990 gminę zamieszkiwały 253 osoby, a gęstość zaludnienia wynosiła 7 osób/km² (wśród 2044 gmin Burgundii Thoisy-la-Berchère plasuje się na 659. miejscu pod względem liczby ludności, natomiast pod względem powierzchni na miejscu 102.).